# Calavera
A calavera (vagy calavera de alfeñique/azúcar; spanyol nevének jelentése: (cukor/alfeñique)koponya) egy koponya formájú, sokszor színes mexikói édesség, amelyet különösen halottak napjának ünneplésekor készítenek.

## Története
Az ősi mezoamerikai népek számára a halál csupán az élet egy szakaszának lezárulása, és az élet újabb szintre lépése volt. Gyakori volt, hogy az elhunytak koponyáit megőrizték, és a halálhoz köthető szertartásaikon bemutatták őket. Ilyen alkalmakkor az úgynevezett tzompantli oltárt használták, amelyre oldalt kilyukasztott, majd ezeken keresztül lánccá fűzött koponyák sorait helyezték el. A spanyol gyarmatosítók megérkezése után ezeket a szertartásokat betiltották, mivel ellentétben álltak a katolikus felfogással. Számos esetben az indiánok ellenállása miatt különös megoldások születtek: a régi szokás helyett egy ahhoz hasonló, de már a hódítóknak is megfelelő újat vezettek be. Így alakult át a koponyák bemutatásának ősi szokása is „ártatlan” cukorkoponyák készítésévé.

## Készítése
Eredetileg a koponyákat a Spanyolországból behozott alfeñique technikával készítették: ez egyfajta nádcukorból készülő karamell. Ilyen módszerrel ma leginkább Guanajuato, Morelos és México szövetségi államban készülnek az édességek, utóbbi olyannyira kiemelkedő helyszín, hogy itt évente még alfeñiquefesztivált is rendeznek. Manapság már készülhet csokoládéból, kerülhet bele egyfajta ehető disznóparéj, Pueblában földimogyorót vagy tökmagot is tesznek bele, Oaxacában mézet töltenek a közepébe, México államban pedig van, ahol mandulakrémből állítják elő.
Egyszerű calavera készítéséhez elég, ha felforrósított cukrot és egy kevés citromot összekeverünk, majd az így kapott formázható masszát koponyaszerűre alakítjuk. Készíthető hidegen is, akár 40 perc alatt is, ez esetben például 250 grammhoz 1 kanál kukoricaszirup, fél kiskanál vanília, egy tojásfehérje, két csésze porcukor, valamint 5 kanál kukoricakeményítő szükséges, illetve ha színezni akarjuk, akkor élelmiszerszínezékek. A szirup, a vanília és a tojásfehérje keverékét habverővel felverjük, majd ehhez hozzászitáljuk a porcukrot, és kézzel golyót gyúrunk belőle. Ezt egy kukoricakeményítővel megszórt (asztal)lapra terítjük, majd megformázzuk a koponyákat, és három óráig száradni hagyjuk. Az elkészült édesség akár hat hónapig is eltartható.

## Képek

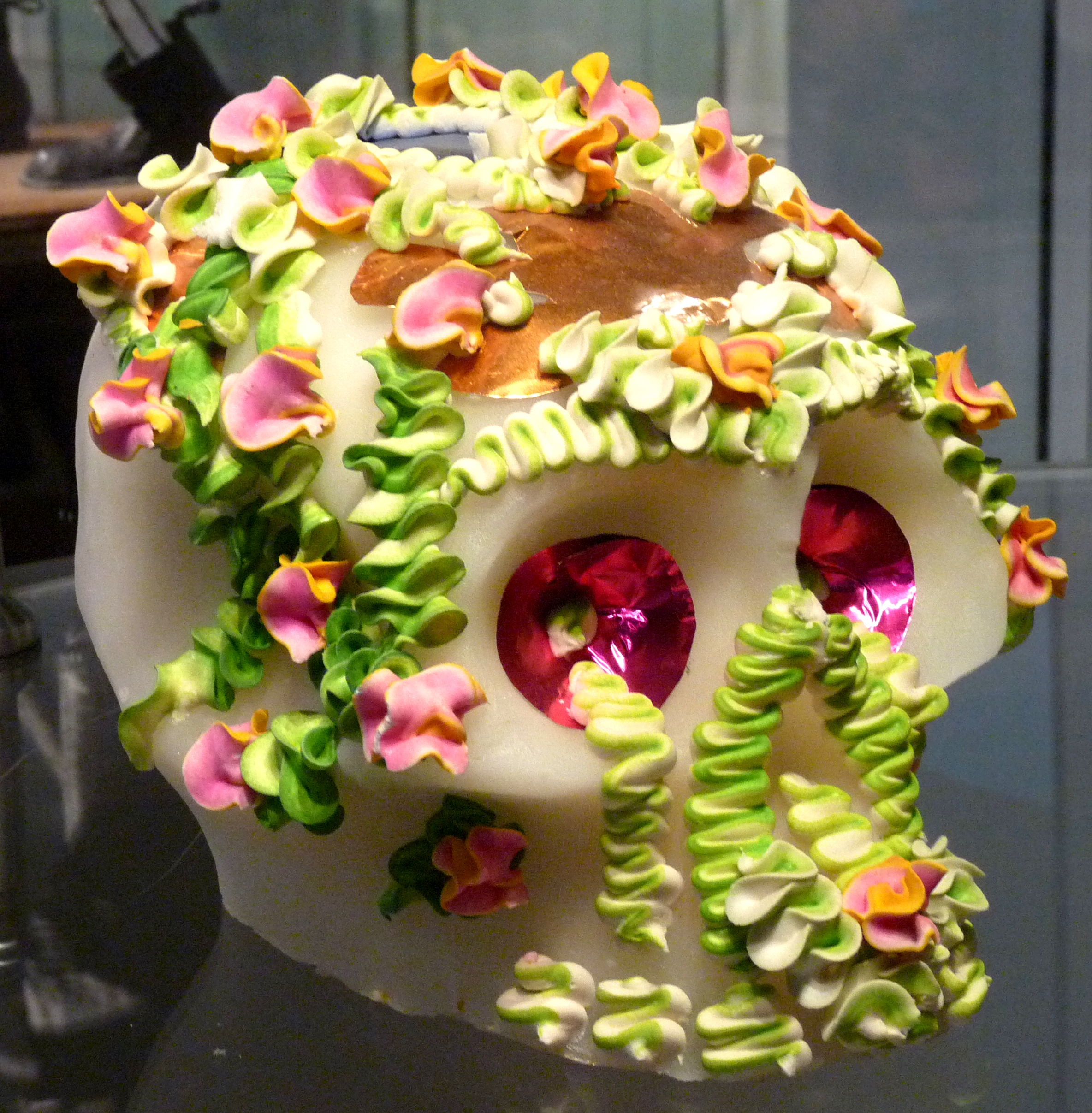
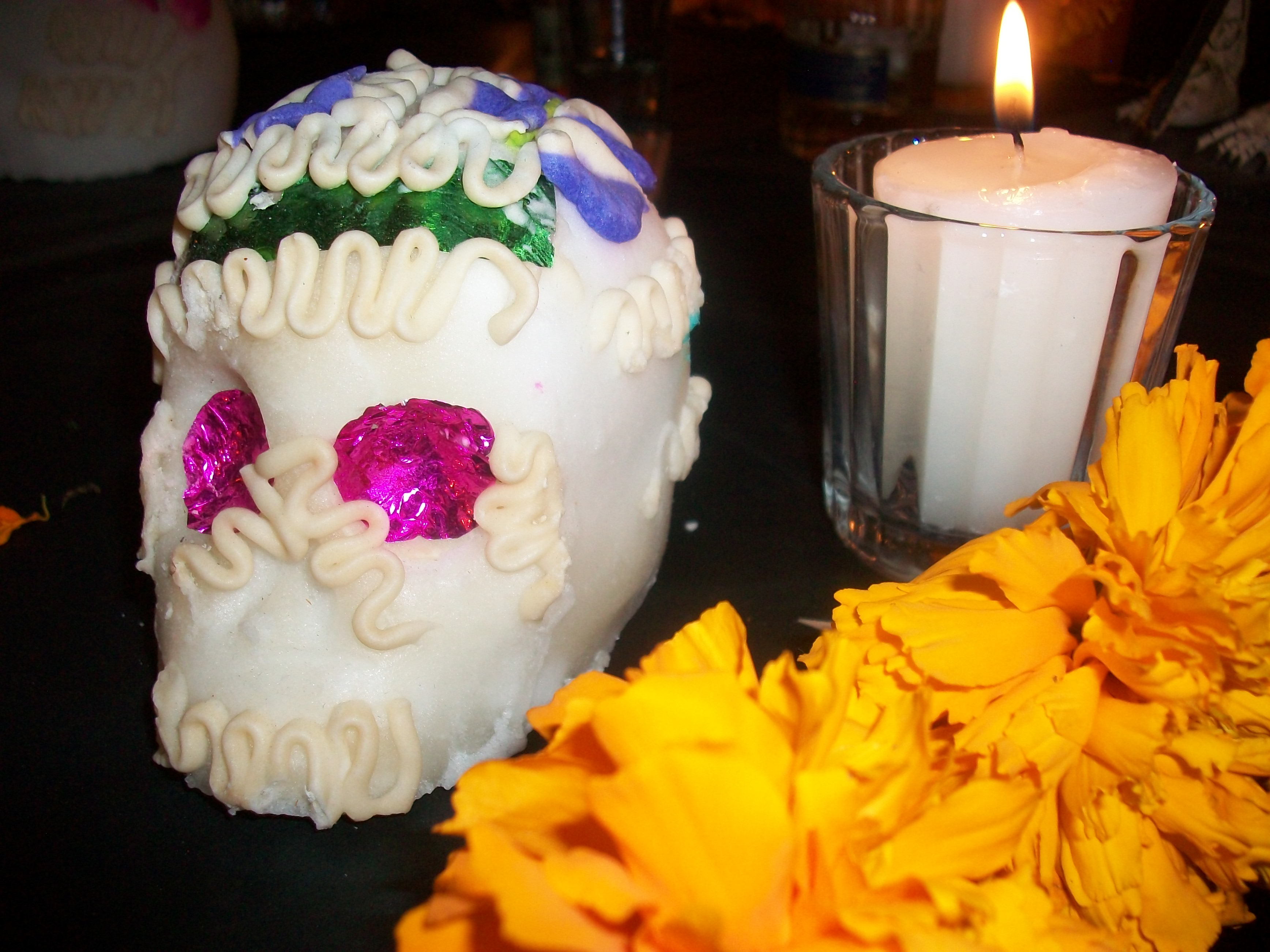
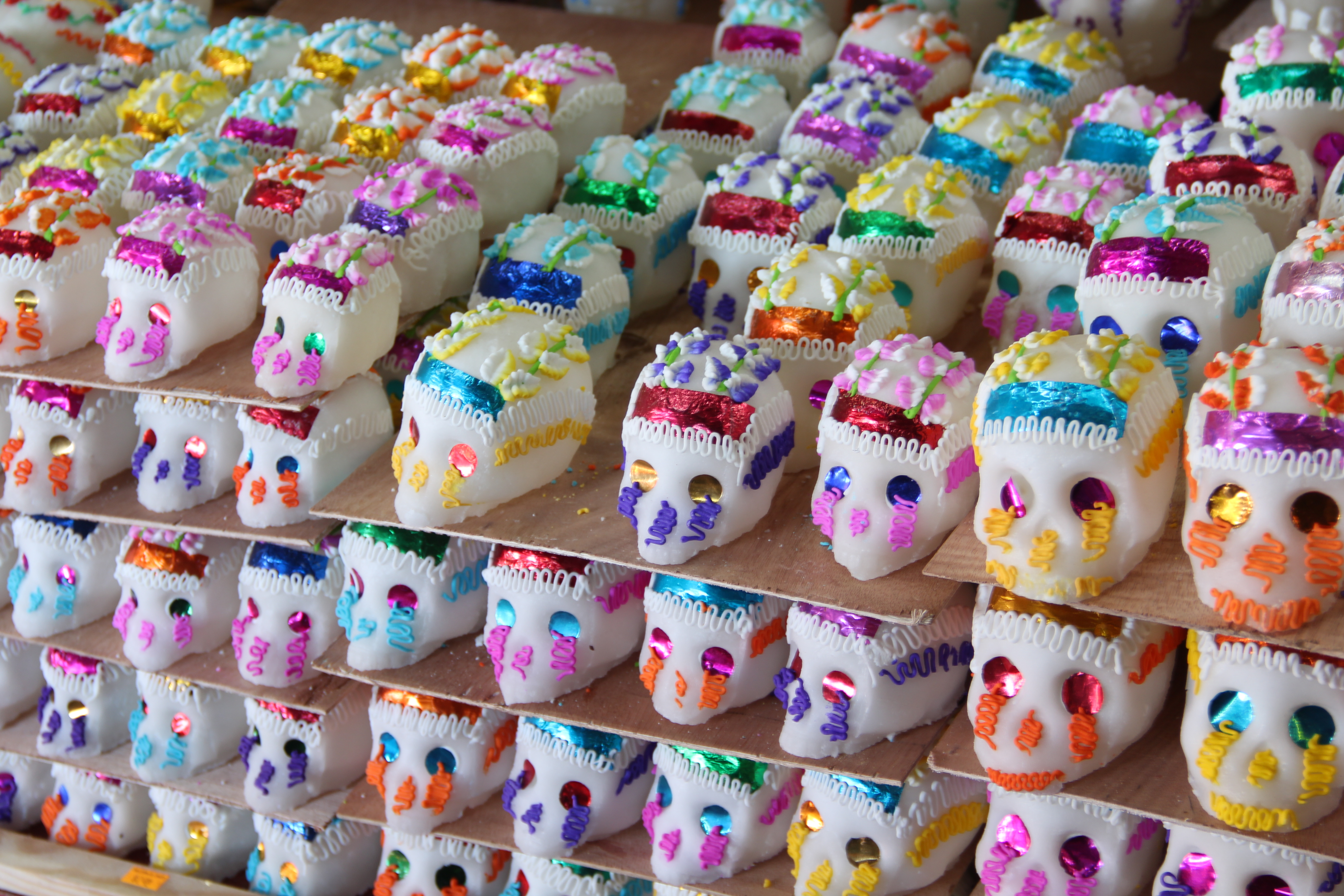
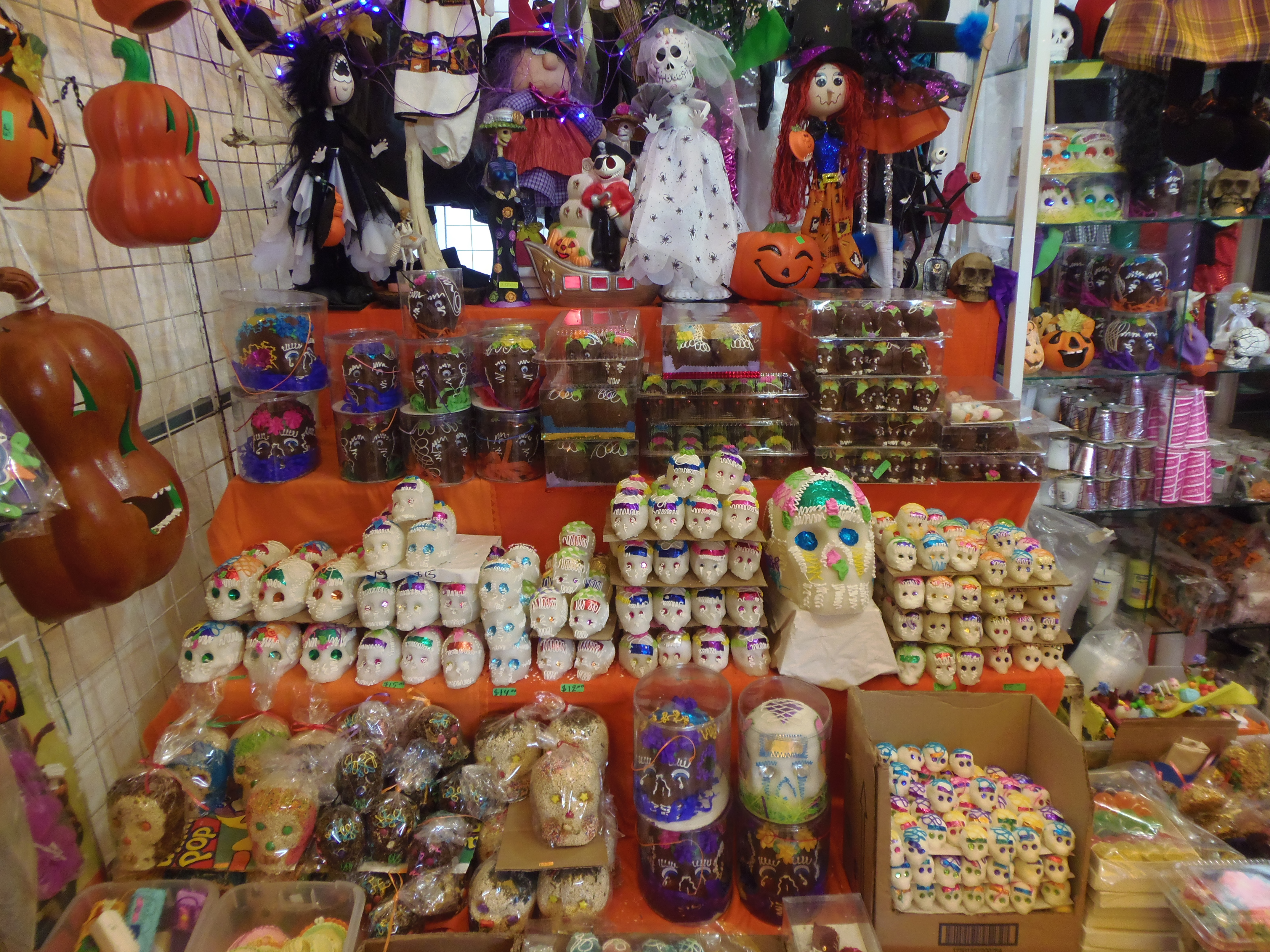